# Фронт в тилу ворога
«Фронт в тилу ворога» (рос. «Фронт в тылу врага») — радянський двосерійний художній фільм, знятий в 1981 році за мотивами документального роману Семена Цвигуна «Ми повернемося!» режисером Ігорем Гостєвим. Третій фільм трилогії про партизанів і військових розвідників — «Фронт без флангів» (1975), «Фронт за лінією фронту» (1977) і «Фронт в тилу ворога» (1981).

## Сюжет
Події фільму відбуваються з липня 1944 року по травень 1945 року. Загін особливого призначення полковника Івана Петровича Млинського веде боротьбу з німецько-фашистськими окупантами. Ця боротьба відбувається спільно з польськими та чехословацькими партизанами та німецькими антифашистами. Разом з народами радянських республік, а також з Польщею і німецькими антифашистами загін продовжує просування на Берлін…

## У ролях
- В'ячеслав Тихонов —  Іван Петрович Млинський, полковник
- Валерія Заклунна —  Ірина Петрівна, лікар
- Євген Матвєєв —  Микола Васильович Семиренко, секретар обкому
- Іван Лапиков —  Єрофеїч
- Олександр Михайлов —  Олександр Карасьов, майор
- Вайва Віда Майнеліте —  Олена Коваленко, вона ж Гелена Цильке, радянська розвідниця
- Тофік Мірзоєв —  Гасан Алієвич Алієв, комісар
- Віктор Шульгін —  Віктор Сергійович Хват
- Лев Поляков —  Фрідріх фон Бютцов
- Леонід Дьячков —  Віктор Іванович Шумський, інженер-майор
- Юрій Назаров —  Озеров, капітан
- Михайло Кокшенов —  Іванов, старший лейтенант
- Євген Леонов-Гладишев —  Семен Бондаренко
- Раїса Рязанова —  Катя Ярцева
- Паул Буткевич —  Єжи Радкевич
- Ігор Владимиров —  Вольдемар Фрібе, він же «Професор», розвідник
- Єлизавета Солодова —  Анна Фрібе, дружина Вольдемара, розвідниця
- Андро Кобаладзе —  Йосип Віссаріонович Сталін
- Владислав Стржельчик —  Олексій Інокентійович Антонов, генерал
- Маті Клоорен —  Занг, штурмбанфюрер
- Вілніс Бекеріс —  Зігфрід Кюнле
- Микола Поліщук —  Сашка Поліщук
- Валентина Ананьїна —  Валя
- Віктор Косих —  Косих, сержант
- Іван Косих —  Морозов, партизан
- Олександр Лук'янов —  Андрій Лук'янов, матрос
- Діта Капланова —  Ванда Мілевська
- Михайло Вейростах —  хлопчисько з гітлерюгенду, який стріляв з Фаустпатрона
- Лев Фричинський —  Поль Боссі
- Микола Бріллінг —  німецький офіцер
- Едуард Ізотов —  член Ставки Верховного Головнокомандування
- Олександр Лебедєв —  Сокирка, партизан
- Улдіс Лієлдіджс —  Мілевський
- Микола Прокопович —  Форст, генерал-лейтенант авіації
- Анвар Боранбаєв —  Бейсембаєв
- Валентин Кулик —  Воронов
- Володимир Нікітін —  льотчик, який привіз депешу і поповнення
- Олексій Сафонов —  німець, заарештовувавший «Професора»
- Володимир Мащенко —  Генріх Мюллер
- Вадим Яковлєв —  новопризначений комісар
- Харрі Пітч —  группенфюрер Карл Вольф
- Ханньо Хассе —  генерал-полковник фон Хорн
- Лютц Ріман —  Альберт Кунц
- Еріх Тіде —  Генріх Гіммлер
- Хорст Гізе —  Йозеф Геббельс

## Знімальна група
- Автор сценарію:  Семен Цвігун
- Режисер:  Ігор Гостєв
- Оператор:  Олександр Харитонов
- Художники:
  - Стален Волков
  - Алекс Волеман
  - Хайнц Рьоске
- Композитор:  Веніамін Баснер